# Балка Пашенна
Балка Пашенна — балка (річка) в Україні у Ленінському районі м. Донецька Донецької області. Ліва притока річки Кальміусу (басейн Азовського моря).

## Опис
Довжина балки приблизно 2,63 км, найкоротша відстань між витоком і гирлом — 2,49  км, коефіцієнт звивистості річки — 1,06 . Формується декількома балками та загатами.

## Розташування
Бере початок на південно-західній стороні від Мушкетівського цвинтару. Тече переважно на південний захід, перетинає вулиці Мукачівську та Лівобережну і на південно-західній стороні від Мотодрому впадає у річку Кальміус.

## Цікаві факти
- На правому березі балки на північний стороні на відстані приблизно 730 м пролягає автошлях Н21[3] (автомобільний шлях національного значення на території України, Старобільськ — Луганськ — Хрустальний — Макіївка — Донецьк. Проходить територією Луганської та Донецької областей.)
- У XIX столітті на балці існувало декілька рудників Риковського[1][5].